# Delirious (canción de David Guetta)
Delirious es una canción de música house del DJ y productor francés David Guetta. Cuenta con las voces de la cantante inglesa Tara McDonald.
Fue el tercer sencillo de su tercer álbum de estudio Pop Life, lanzado el 31 de enero de 2008.

## Video musical
El video fue dirigido por Denis Thybaud y filmado en la ciudad de Montreal, Canadá. En el clip, nos encontramos con la modelo Kelly Thybaud (que participa en cuatro de los cinco video clips, extraídos de Pop Life) estresada por su trabajo, se enfurece con su jefe. Culmina descargando su tensión lanzando pintura en las paredes de su oficina. También aparece en el clip, David Guetta y la cantante de la canción Tara McDonald.

## Listado de canciones
| CD, Maxi-Single |                                              |          |  |
| N.º             | Título                                       | Duración |  |
| 1.              | «Delirious» (Original Extended)              | 07:54    |  |
| 2.              | «Delirious» (Laidback Luke Remix)            | 07:19    |  |
| 3.              | «Delirious» (Arno Cost & Norman Doray Remix) | 08:09    |  |
| 4.              | «Delirious» (Fred Rister Remix)              | 07:35    |  |
| 5.              | «Delirious» (Radio Edit)                     | 03:01    |  |

## Posicionamiento en listas
| Lista (2008)                     | Mejor posición |
| -------------------------------- | -------------- |
| Austrian Singles Chart           | 27             |
| Belgian Singles Chart            | 17             |
| Belgian (Wallonia) Singles Chart | 2              |
| Dutch Singles Chart              | 12             |
| French Singles Chart             | 16             |
| Hungría (Rádiós Top 40)          | 36             |
| Romanian Singles Chart           | 29             |
| Swedish Singles Chart            | 51             |
| Swiss Singles Chart              | 16             |